# Умар Тал
Ел Хадж Умар Тал (около 1797 – 1864), известен още като Умар Таал, Умар Фути, ал-Хадж Умар ибн Саид Тал и ел-Хадж Омар ибн Саид Тал, е сенегалски политик, ислямски учен и цар на тукульорите.
Основава империя, обхващаща голяма част от днешните земи на Гвинея, Сенегал и Мали. В годините на своята младост проповядва и пише против социалната несправедливост като търговията с роби през Атлантическия океан.

## Биография
Роден е в Халвар във Фута Торо (дн. Сенегал). Учи в медресе.
Заминава на хадж в Мека през 1820 г. След няколко години, прекарани в учение, Умар Тал се завръща през 1826 г. с титлата „ел-хадж“ (Хаджията) и става халиф на Тиджанийското братство за Судан (известен още като Неарабска Африка). Установява се в Сокото и се жени за няколко жени, сред които е дъщеря на фуланския султан Мохамед Бело.
През 1836 г. Ел-Хадж Умар Тал отива във Фута Джалон в днешна Гвинея и започва подготовка за джихад. През 1848 г. тукульорската армия на Умар Тал, нъоръжена с европейски леки оръжия, превзема няколко съседни области, владени от немюсюлманските малинке. След това тя се насочва към днешната област Кайес в Мали, завладявайки редица градове. Близо до град Кайес е издигната тата (укрепление), която е популярна туристическа забележителност. През април 1857 г. Умар Тал обявява война на царството на Хасо и предприема обсада на Медина. Обсадата приключва с неуспех на 18 юли 1857 г., когато губернатора на Сенегал, французина Луи Фаидерб, пристига с подкрепления.
След като не успява да победи французите, Умар Тал предприема няколко нашествия срещу бамбарските царства Карта и Сегу. Ниоро ду Сахел бързо попада под властта на муджахидините на Умар Тал, последван от Сегу на 10 март 1861 г.
След като води войни срещу анимистката Бамбара и френските християни, Умар Тал се заема с по-малките ислямски държави в областта. Въвежда сина си Ахмаду Тал като имам на Сегу и тръгва на поход надолу по поречието на река Нигер, на масинския имамат Хамдулахи. Повече от 70 000 души умират в последвалите 3 битки, като Хамдулахи пада окончателно на 16 март 1862 г.
Контролирайки цялото средно поречие на Нигер, Умар Тал се насочва към Тимбукту, но е отблъснат през 1863 г. от обединените сили на туарегите, маврите и фуланите. Междувременно избухва бунт в Хамдулахи под ръководството на Балобо, брата на екзекутирания масински монарх Амаду Амаду. През 1864 г. предвожданите от Балобо войски изтикват армията на Умар Тал от града в Бандягара. Там Умар Тал загива вследствие на барутна експлозия на 12 февруари.
Племенникът му Тидиани Тал го наследява като тукулорски император, въпреки че синът му Ахмаду Секу има значителен принос за запазване целостта на империята Сегу. Французите обаче напредват и влизат в Сегу през 1890 г.